# Paulo Jackson Nóbrega de Sousa
Paulo Jackson Nóbrega de Sousa (ur. 17 kwietnia 1969 w São José de Espinharas) – brazylijski duchowny katolicki, biskup Garanhuns w latach 2015–2023, arcybiskup Olindy i Recife od 2023.

## Życiorys
17 grudnia 1993 otrzymał święcenia kapłańskie i został inkardynowany do diecezji Patos. Pracował głównie jako duszpasterz parafialny, był także m.in. rektorem seminarium (2001–2006), krajowym sekretarzem organizacji skupiającej brazylijskie seminaria i instytuty filozoficzno-teologiczne oraz wykładowcą kilku uniwersytetów katolickich.
20 maja 2015 papież Franciszek mianował go biskupem diecezji Garanhuns. Sakry udzielił mu 18 lipca 2015 metropolita Belo Horizonte – arcybiskup Walmor Oliveira de Azevedo. 23 sierpnia 2015 odbył ingres do katedry w Garanhuns.
Od kwietnia 2023 jest drugim wiceprzewodniczącym Konferencji Episkopatu Brazylii. 14 czerwca 2023 papież Franciszek mianował go arcybiskupem metropolitą Olindy i Recife. Ingres odbył 13 sierpnia 2023.